# 4e étape du Tour d'Espagne 2012
La 4e étape du Tour d'Espagne 2012 s'est déroulée le mardi 21 août 2012, partant de Barakaldo et arrive à Valdezcaray après 160,6 km de course.

## Parcours de l'étape
Cette étape est marquée par la montée finale vers Valdezcaray qui est longue de 13,5 km et dont les pourcentages s'adoucissent au fur et à mesure qu'on monte. Le premier km de la montée tourne autour de 9 % de moyenne. L'arrivée se fera sur du faux plat mais les coureurs auront déjà fait pas mal d’efforts jusque-là.

## Déroulement de la course
Devant, l'échappée devait aller chercher la victoire d'étape et c'est Tony Martin (Omega Pharma-Quick Step) qui attaque au pied du col en emmenant dans sa roue Simon Clarke (Orica-GreenEDGE). Valverde quant à lui donne le tout pour le tout pour rentrer dans le peloton et alors qu'il est quasiment rentré Alberto Contador (Saxo Bank-Tinkoff Bank) passe à l'attaque emmenant Christopher Froome (Sky) et Nicolas Roche (AG2R La Mondiale). C'est le coup de trop pour Valverde qui ne réintégra plus le groupe des favoris. Puis, Roche, voyant que Contador et Froome se relèvent (ce qui démontre bien que cette attaque a servi juste à lâcher Valverde une bonne fois pour toutes[réf. nécessaire]), attaque. Par la suite des équipiers comme Laurens ten Dam (Rabobank) décident d'aller chercher Martin et Clarke, et reviennent sur Roche. Dans le peloton, c'est un outsider Igor Antón (Euskaltel-Euskadi) qui est lâché. L'étape se dispute donc au sprint entre les deux de devant et c'est sans difficulté que Clarke s'impose. Pour compléter le podium, c'est un coureur qui était présent dans l'échappée matinale, le champion du Kazakhstan, Assan Bazayev (Astana) qui termine à 22 secondes. Derrière un sprint se déroule pour la quatrième place avec le groupe de contre-attaque et, fait pas ordinaire, Marcos García (Caja Rural) lève les bras à l'arrivée et envoie des baisers à la foule, pensant avoir gagné l'étape. On retrouve le peloton, qui arrive une quinzaine de secondes derrière ce groupe puis c'est au tour d'Antón de franchir la ligne avec 30 secondes de retard sur le peloton. Valverde franchit la ligne, dans un groupe composé notamment d'Eros Capecchi (Liquigas-Cannondale) et de John Gadret (AG2R La Mondiale), à 55 secondes des principaux favoris.
Rodríguez s'empare donc du maillot de leader avec 1 seconde d'avance sur Froome et 5 secondes sur Contador. Valverde est repoussé à la neuvième position et à 36 secondes de Rodríguez.

## Résultats

### Classement de l'étape
| Classement de la 4e étape | Classement de la 4e étape | Classement de la 4e étape | Classement de la 4e étape | Classement de la 4e étape |
|                           | Coureur                   | Pays                      | Équipe                    | Temps                     |
| ------------------------- | ------------------------- | ------------------------- | ------------------------- | ------------------------- |
| 1er                       | Simon Clarke              | Australie                 | Orica-GreenEDGE           | en 4 h 30 min 26 s        |
| 2e                        | Tony Martin               | Allemagne                 | Omega Pharma-Quick Step   | + 2 s                     |
| 3e                        | Assan Bazayev             | Kazakhstan                | Astana                    | + 22 s                    |
| 4e                        | Marcos García             | Espagne                   | Caja Rural                | + 55 s                    |
| 5e                        | Nicolas Roche             | Irlande                   | AG2R La Mondiale          | + 55 s                    |
| 6e                        | Linus Gerdemann           | Allemagne                 | RadioShack-Nissan         | + 57 s                    |
| 7e                        | Laurens ten Dam           | Pays-Bas                  | Rabobank                  | + 57 s                    |
| 8e                        | Andrey Zeits              | Kazakhstan                | Astana                    | + 1 min 1 s               |
| 9e                        | Bauke Mollema             | Pays-Bas                  | Rabobank                  | + 1 min 4 s               |
| 10e                       | Jan Bakelants             | Belgique                  | RadioShack-Nissan         | + 1 min 4 s               |
| modifier                  |                           |                           |                           |                           |

### Points attribués
| Sprint intermédiaire de Haro (km 111,9) | Sprint intermédiaire de Haro (km 111,9) | Sprint intermédiaire de Haro (km 111,9) | Sprint intermédiaire de Haro (km 111,9) | Sprint intermédiaire de Haro (km 111,9) |
| --------------------------------------- | --------------------------------------- | --------------------------------------- | --------------------------------------- | --------------------------------------- |
|                                         | Coureur                                 | Pays                                    | Équipe                                  | Point(s)                                |
| 1er                                     | Luis Ángel Maté                         | Espagne                                 | Cofidis                                 | 4                                       |
| 2e                                      | Assan Bazayev                           | Kazakhstan                              | Astana                                  | 2                                       |
| 3e                                      | Jesús Rosendo                           | Espagne                                 | Andalucía                               | 1                                       |
| modifier                                |                                         |                                         |                                         |                                         |

| Sprint intermédiaire (km 131) | Sprint intermédiaire (km 131) | Sprint intermédiaire (km 131) | Sprint intermédiaire (km 131) | Sprint intermédiaire (km 131) |
| ----------------------------- | ----------------------------- | ----------------------------- | ----------------------------- | ----------------------------- |
|                               | Coureur                       | Pays                          | Équipe                        | Point(s)                      |
| 1er                           | Luis Ángel Maté               | Espagne                       | Cofidis                       | 4                             |
| 2e                            | Simon Clarke                  | Australie                     | Orica-GreenEDGE               | 2                             |
| 3e                            | Jesús Rosendo                 | Espagne                       | Andalucía                     | 1                             |
| modifier                      |                               |                               |                               |                               |

| \| Classement de l'étape \| Classement de l'étape \| Classement de l'étape \| Classement de l'étape \| Classement de l'étape \| \| --------------------- \| --------------------- \| --------------------- \| ----------------------- \| --------------------- \| \| \| Coureur \| Pays \| Équipe \| Point(s) \| \| 1er \| Simon Clarke \| Australie \| Orica-GreenEDGE \| 25 \| \| 2e \| Tony Martin \| Allemagne \| Omega Pharma-Quick Step \| 20 \| \| 3e \| Assan Bazayev \| Kazakhstan \| Astana \| 16 \| \| 4e \| Marcos García \| Espagne \| Caja Rural \| 14 \| \| 5e \| Nicolas Roche \| Irlande \| AG2R La Mondiale \| 12 \| \| 6e \| Linus Gerdemann \| Allemagne \| RadioShack-Nissan \| 10 \| \| 7e \| Laurens ten Dam \| Pays-Bas \| Rabobank \| 9 \| \| 8e \| Andrey Zeits \| Kazakhstan \| Astana \| 8 \| \| 9e \| Bauke Mollema \| Pays-Bas \| Rabobank \| 7 \| \| 10e \| Jan Bakelants \| Belgique \| RadioShack-Nissan \| 6 \| \| 11e \| Przemysław Niemiec \| Pologne \| Lampre-ISD \| 5 \| \| 12e \| Tomasz Marczyński \| Pologne \| Vacansoleil-DCM \| 4 \| \| 13e \| Steve Morabito \| Suisse \| BMC Racing \| 3 \| \| 14e \| André Cardoso \| Portugal \| Caja Rural \| 2 \| \| modifier \| \| \| \| \| |                    |            |                         |          |
| Classement de l'étape |                    |            |                         |          |
| | Coureur            | Pays       | Équipe                  | Point(s) |
| 1er | Simon Clarke       | Australie  | Orica-GreenEDGE         | 25       |
| 2e | Tony Martin        | Allemagne  | Omega Pharma-Quick Step | 20       |
| 3e | Assan Bazayev      | Kazakhstan | Astana                  | 16       |
| 4e | Marcos García      | Espagne    | Caja Rural              | 14       |
| 5e | Nicolas Roche      | Irlande    | AG2R La Mondiale        | 12       |
| 6e | Linus Gerdemann    | Allemagne  | RadioShack-Nissan       | 10       |
| 7e | Laurens ten Dam    | Pays-Bas   | Rabobank                | 9        |
| 8e | Andrey Zeits       | Kazakhstan | Astana                  | 8        |
| 9e | Bauke Mollema      | Pays-Bas   | Rabobank                | 7        |
| 10e | Jan Bakelants      | Belgique   | RadioShack-Nissan       | 6        |
| 11e | Przemysław Niemiec | Pologne    | Lampre-ISD              | 5        |
| 12e | Tomasz Marczyński  | Pologne    | Vacansoleil-DCM         | 4        |
| 13e | Steve Morabito     | Suisse     | BMC Racing              | 3        |
| 14e | André Cardoso      | Portugal   | Caja Rural              | 2        |
| modifier |                    |            |                         |          |

### Cols et côtes
| Puerto de Orduña (km 52) 1re catégorie | Puerto de Orduña (km 52) 1re catégorie | Puerto de Orduña (km 52) 1re catégorie | Puerto de Orduña (km 52) 1re catégorie | Puerto de Orduña (km 52) 1re catégorie |
| -------------------------------------- | -------------------------------------- | -------------------------------------- | -------------------------------------- | -------------------------------------- |
|                                        | Coureur                                | Pays                                   | Équipe                                 | Point(s)                               |
| 1er                                    | Luis Ángel Maté                        | Espagne                                | Cofidis                                | 10                                     |
| 2e                                     | Simon Clarke                           | Australie                              | Orica-GreenEDGE                        | 6                                      |
| 3e                                     | Jesús Rosendo                          | Espagne                                | Andalucía                              | 4                                      |
| 4e                                     | Tony Martin                            | Allemagne                              | Omega Pharma-Quick Step                | 2                                      |
| 5e                                     | Assan Bazayev                          | Kazakhstan                             | Astana                                 | 1                                      |
| modifier                               |                                        |                                        |                                        |                                        |

| Estación de Valdezcaray (km 161) 1re catégorie | Estación de Valdezcaray (km 161) 1re catégorie | Estación de Valdezcaray (km 161) 1re catégorie | Estación de Valdezcaray (km 161) 1re catégorie | Estación de Valdezcaray (km 161) 1re catégorie |
| ---------------------------------------------- | ---------------------------------------------- | ---------------------------------------------- | ---------------------------------------------- | ---------------------------------------------- |
|                                                | Coureur                                        | Pays                                           | Équipe                                         | Point(s)                                       |
| 1er                                            | Simon Clarke                                   | Australie                                      | Orica-GreenEDGE                                | 10                                             |
| 2e                                             | Tony Martin                                    | Allemagne                                      | Omega Pharma-Quick Step                        | 6                                              |
| 3e                                             | Assan Bazayev                                  | Kazakhstan                                     | Astana                                         | 4                                              |
| 4e                                             | Marcos García                                  | Espagne                                        | Caja Rural                                     | 2                                              |
| 5e                                             | Nicolas Roche                                  | Irlande                                        | AG2R La Mondiale                               | 1                                              |
| modifier                                       |                                                |                                                |                                                |                                                |

## Classements à l'issue de l'étape

### Classement général
| Classement général | Classement général | Classement général | Classement général     | Classement général  |
|                    | Coureur            | Pays               | Équipe                 | Temps               |
| ------------------ | ------------------ | ------------------ | ---------------------- | ------------------- |
| 1er                | Joaquim Rodríguez  | Espagne            | Katusha                | en 13 h 18 min 45 s |
| 2e                 | Christopher Froome | Royaume-Uni        | Sky                    | + 1 s               |
| 3e                 | Alberto Contador   | Espagne            | Saxo Bank-Tinkoff Bank | + 5 s               |
| 4e                 | Bauke Mollema      | Pays-Bas           | Rabobank               | + 9 s               |
| 5e                 | Robert Gesink      | Pays-Bas           | Rabobank               | + 9 s               |
| 6e                 | Rigoberto Urán     | Colombie           | Sky                    | + 11 s              |
| 7e                 | Daniel Moreno      | Espagne            | Katusha                | + 14 s              |
| 8e                 | Nicolas Roche      | Irlande            | AG2R La Mondiale       | + 24 s              |
| 9e                 | Alejandro Valverde | Espagne            | Movistar               | + 36 s              |
| 10e                | Laurens ten Dam    | Pays-Bas           | Rabobank               | + 46 s              |
| modifier           |                    |                    |                        |                     |

### Classement par points
| Classement par points | Classement par points | Classement par points | Classement par points | Classement par points |
| --------------------- | --------------------- | --------------------- | --------------------- | --------------------- |
|                       | Coureur               | Pays                  | Équipe                | Point(s)              |
| 1er                   | Simon Clarke          | Australie             | Orica-GreenEDGE       | 27 points             |
| 2e                    | Alejandro Valverde    | Espagne               | Movistar              | 25 pts                |
| 3e                    | John Degenkolb        | Allemagne             | Argos-Shimano         | 25 pts                |
| modifier              |                       |                       |                       |                       |

### Classement du meilleur grimpeur
| Classement du meilleur grimpeur | Classement du meilleur grimpeur | Classement du meilleur grimpeur | Classement du meilleur grimpeur | Classement du meilleur grimpeur |
| ------------------------------- | ------------------------------- | ------------------------------- | ------------------------------- | ------------------------------- |
|                                 | Coureur                         | Pays                            | Équipe                          | Point(s)                        |
| 1er                             | Simon Clarke                    | Australie                       | Orica-GreenEDGE                 | 16 points                       |
| 2e                              | Pim Ligthart                    | Pays-Bas                        | Vacansoleil-DCM                 | 11 pts                          |
| 3e                              | Alejandro Valverde              | Espagne                         | Movistar                        | 10 pts                          |
| modifier                        |                                 |                                 |                                 |                                 |

### Classement du combiné
| Classement du combiné | Classement du combiné | Classement du combiné | Classement du combiné | Classement du combiné |
| --------------------- | --------------------- | --------------------- | --------------------- | --------------------- |
|                       | Coureur               | Pays                  | Équipe                | Point(s)              |
| 1er                   | Joaquim Rodríguez     | Espagne               | Katusha               | 11 points             |
| 2e                    | Alejandro Valverde    | Espagne               | Movistar              | 14 pts                |
| 3e                    | Christopher Froome    | Royaume-Uni           | Sky                   | 22 pts                |
| modifier              |                       |                       |                       |                       |

### Classement par équipes
| Classement par équipes | Classement par équipes | Classement par équipes | Classement par équipes |
|                        | Équipe                 | Pays                   | Temps                  |
| ---------------------- | ---------------------- | ---------------------- | ---------------------- |
| 1re                    | Rabobank               | Pays-Bas               | en 39 h 19 min 14 s    |
| 2e                     | Sky                    | Royaume-Uni            | + 3 s                  |
| 3e                     | Astana                 | Kazakhstan             | + 1 min 55 s           |
| modifier               |                        |                        |                        |

## Abandon
- David Boucher (FDJ-BigMat) : abandon